# Lamoura
Lamoura là một xã trong vùng hành chính Franche-Comté, thuộc tỉnh Jura, quận Saint-Claude, tổng Saint-Claude. Tọa độ địa lý của xã là 46° 23' vĩ độ bắc, 05° 57' kinh độ đông. Lamoura nằm trên độ cao trung bình là 1154 mét trên mực nước biển, có điểm thấp nhất là 1065 mét và điểm cao nhất là 1495 mét. Xã có diện tích 22.28 km², dân số vào thời điểm 2005 là 524 người; mật độ dân số là 24 người/km².

## Thông tin nhân khẩu
| 1962 | 1968 | 1975 | 1982 | 1990 | 1999 |
| ---- | ---- | ---- | ---- | ---- | ---- |
| 190  | 215  | 333  | 379  | 388  | 436  |

## Địa điểm tham quan
- Nhà thờ được xây dựng trong thế kỉ thứ 19.
- Viện bảo tàng Lapidaire (Musée du Lapidaire) trưng bày nghệ thuật mài đá quý.